# Tetratoma baudueri
Tetratoma baudueri is een keversoort uit de familie winterkevers (Tetratomidae). De wetenschappelijke naam van de soort werd in 1864 gepubliceerd door Jean Pierre Omer Anne Édouard Perris.